# La Harpe invisible, fine et moyenne
La Harpe invisible, fine et moyenne est un tableau réalisé par le peintre espagnol Salvador Dalí vers 1932. Cette huile sur toile surréaliste représente deux personnages dont l'un a développé une énorme protubérance soutenue par une béquille à l'arrière de la tête. Elle est conservée dans une collection privée.